# Choudwar

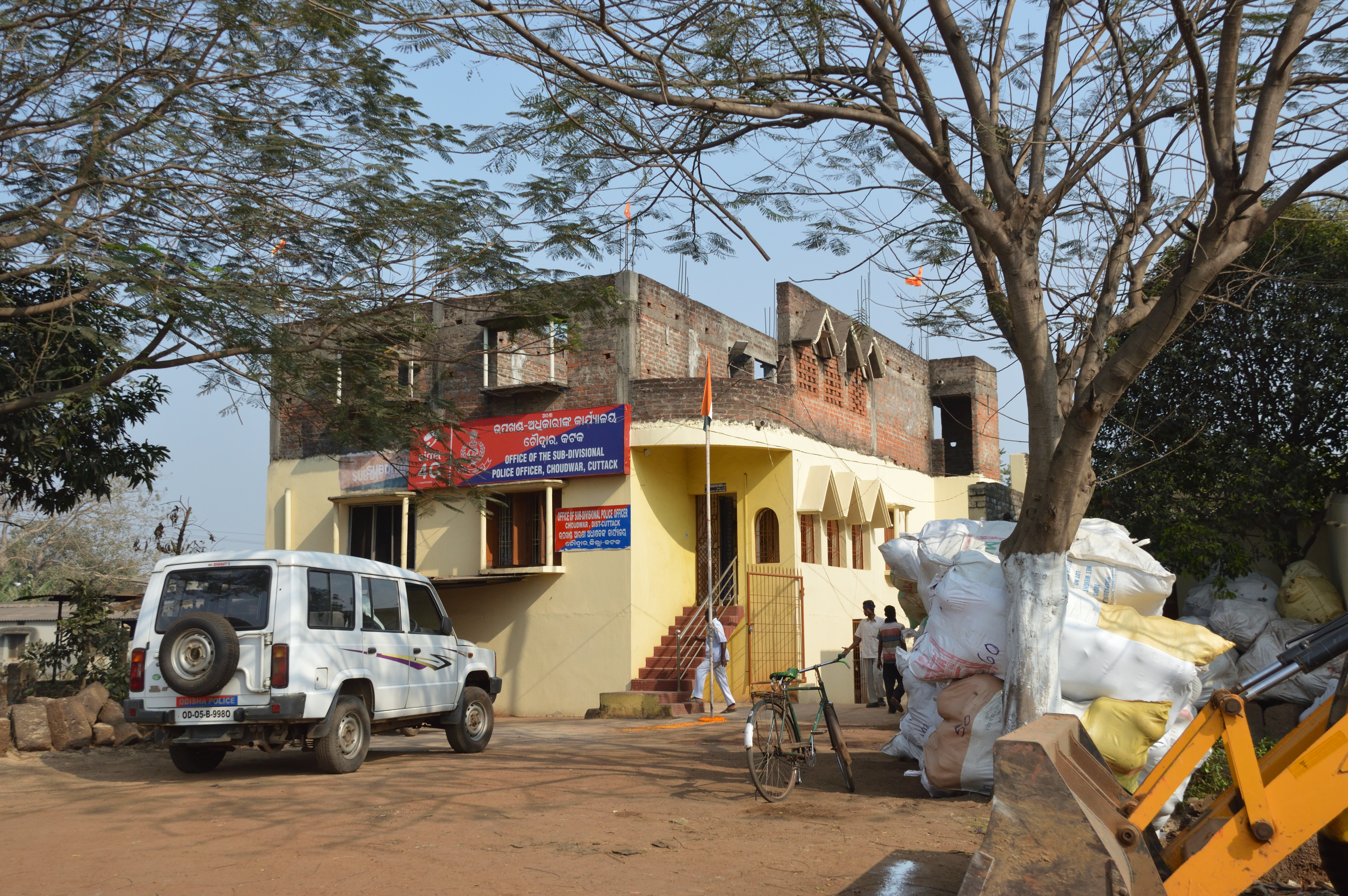
Choudwar, Polizeistation (2018)

Choudwar ist eine Kleinstadt im indischen Bundesstaat Odisha.
Die Stadt ist Teil des Distrikts Cuttack. Choudwar hat den Status einer Municipality. Die Stadt ist in 19 Wards gegliedert. Sie hatte am Stichtag der Volkszählung 2011 insgesamt 42.784 Einwohner. In der Agglomeration leben 52.999 Einwohner. Choudwar ist eine Industriestadt.
Die Stadt liegt an einem National Highway. Der nächstgelegene Bahnhof liegt im ca. 15 km entfernten Cuttack.